# (3946) Shor
Pour les articles homonymes, voir Shor (homonymie).
(3946) Shor est un astéroïde de la ceinture principale.

## Description
(3946) Shor est un astéroïde de la ceinture principale. Il fut découvert le 5 mars 1983 à Naoutchnyï par Lioudmila Karatchkina. Il présente une orbite caractérisée par un demi-grand axe de 3,09 UA, une excentricité de 0,13 et une inclinaison de 0,7° par rapport à l'écliptique.

## Compléments